# Hadi Niangado
Pour les articles homonymes, voir Niangado.
Hadi Niangado, né le 18 juin 1958 à Bamako au Mali, est un politicien malien.

## Biographie
De son enfance à l’adolescence, Hadi Niangado a été berger pendant plus de dix ans. Scolarisé jusqu’en sixième année et ensuite il fréquenta l’école coranique et la médersa.
Il prend le chemin de l’aventure dans les années 1978-1979 au Zaïre, actuelle République Démocratique du Congo, Angola et Zimbabwe. Il rentre au Mali en 1981. En cette même année l’homme se lance dans le commerce du riz et d’autres produits alimentaires. En 1984 ce commerce s’étend aux pétroles. Hadi Niangado est l'un des premiers Maliens dans ce secteur jusqu'en 1993. Avant d’être homme politique, il est avant tout un opérateur économique qui évolue dans le milieu immobilier.
C’est en 1990, qu’il entre en politique en tant que militant de l’association CNID ‘’Faso Yiriwa Ton‘’.
Sa motivation d’intégrer dans cette association politique était due à son lien familial avec Maître Mountaga Tall, président du CNID ‘’Faso Yiriwa Ton‘’.

## Parcours politique
En 2002, il fut 3ème aux élections législatives dans la circonscription électorale de la commune II du district de Bamako.
En 2004, il fut le directeur de campagne du CNID ‘’Faso Yiriwa Ton‘’ lors des élections municipales dans la circonscription électorale de la commune II du district de Bamako.
En 2007, il a été élu député dans la circonscription électorale de la commune II du district de Bamako, membre de la Commissions des Finances et 8ème Vice-président de l’Assemblée nationale du Mali.
En 2009, élu conseiller communal dans la circonscription électorale de la commune II du district de Bamako.
En 2013, il démissionne du CNID ‘’Faso Yiriwa Ton‘’ pour adhérer à la CODEM. La même année, il a été réélu député à l'assemblée nationale dans la circonscription électorale de la Commune II du District de Bamako. Honorable Hadi NANGADOU a occupé plusieurs postes au sein du parti de la quenouille 3ème Vice-président du Bureau Politique National et Secrétaire général de la section de la Commune II du district de Bamako.
Depuis le '27 mars 2018 Hadi Niangado est le président fondateur du Mouvement pour le Mali (MPM) dont la devise est "l'avenir du Mali c'est ici et maintenant" et le slogan est "Mali ko yé yèrè ko yé". 
Un homme très connu sur l’échiquier politique malien, il est aujourd’hui député à l'assemblée nationale du Mali où il occupe le poste du 2ème Vice-Président en même temps  Il est à son second mandat à l’Assemblée nationale du Mali depuis 2007 et il est aussi le PDG de la société Banga Immobilière. 
Hadi Niangado est Chevalier de l'ordre national du Mali.'